# Proaphelinoides
Proaphelinoides är ett släkte av steklar. Proaphelinoides ingår i familjen växtlussteklar.
Kladogram enligt Catalogue of Life:
| Proaphelinoides | \| \| Proaphelinoides anomalus \| \| \| \| \| \| Proaphelinoides australis \| \| \| \| \| \| Proaphelinoides bendovi \| \| \| \| \| \| Proaphelinoides elongatiformis \| \| \| \| |
|                 | \| \| Proaphelinoides anomalus \| \| \| \| \| \| Proaphelinoides australis \| \| \| \| \| \| Proaphelinoides bendovi \| \| \| \| \| \| Proaphelinoides elongatiformis \| \| \| \| |
|                 | Proaphelinoides anomalus |
|                 | |
|                 | Proaphelinoides australis |
|                 | |
|                 | Proaphelinoides bendovi |
|                 | |
|                 | Proaphelinoides elongatiformis |
|                 | |